# جزيرة الملح (جزر توركس)
جزيرة الملح، جزر توركس (بالإنجليزية: Salt Cay, Turks Islands)‏ هي ثاني أكبر جزر توركس وكايكوس، في منطقة البحر الكاريبي. تبلغ مساحتها 6.7442 كم 2. يبلغ عدد السكان 186 نسمة (وفقًا لتقديرات عام 2006).